# Nils-Bertil Dahlander
Nils-Bertil "Bert" Dahlander, född 13 maj 1928 i Mölndal, död 6 juni 2011 i Mesquite, Nevada, USA, var en svensk trumslagare och jazzmusiker. Under sin tid i USA och även senare framträdde han under namnet Bert Dale, och tog Bert som officiellt förnamn.
Bert Dahlander gjorde sina första konserter som trumslagare i Göteborg redan som 13-åring. Efter att ha besökt New York redan 1948 blev han sex år senare den tredje svenske professionelle jazzmusikern efter Roffe Ericsson och Åke "Stan" Hasselgård att emigrera till USA och lyckas i jazzens hemland.
Efter att ha fått en flygande start i vibrafonisten Terry Gibbs band fick Dahlander spela med pianisterna Teddy Wilson och Earl Hines och senare ackompanjera exempelvis Chet Baker. Under sina många år i USA spelade han sedan med i stort sett alla stora musiker. Dahlander avled 2011. 
Han har spelat med bland andra Malte Johnsons orkester, Thore Ehrling, Sonny Rollins, Lester Young, Coleman Hawkins, Zoot Sims, Phil Woods, Wardell Gray, Sonny Stitt, Terry Gibbs, Lars Gullin, Sune Waldehorn, Rune Gustafsson, Bengt Carlson, Sonya Hedenbratt, Monica Zetterlund, Jan Johansson, Harry Arnold och Erik Norström.